# The Shadowless Tower
 (novembre 2023).
Si vous disposez d'ouvrages ou d'articles de référence ou si vous connaissez des sites web de qualité traitant du thème abordé ici, merci de compléter l'article en donnant les références utiles à sa vérifiabilité et en les liant à la section « Notes et références ».
Pour plus de détails, voir Fiche technique et Distribution.
The Shadowless Tower (白塔之光, Bái tǎ zhī guāng) est un film chinois réalisé par Zhang Lu, sorti en 2023.

## Fiche technique
Sauf indication contraire, les informations mentionnées dans cette section peuvent être confirmées par la base de données cinématographiques IMDb,  présente dans la section « Liens externes ».
- Titre original : 白塔之光, Bái tǎ zhī guāng
- Titre français : The Shadowless Tower
- Réalisation et scénario : Zhang Lu
- Photographie : Piao Songri
- Montage : Liu Xinzhu
- Musique : He Xiao
- Pays d'origine : Chine
- Format : Couleurs
- Genre : drame
- Durée : 144 minutes
- Dates de sortie :
  - Allemagne : 18 février 2023 (Berlinale)
  - Chine : 27 octobre 2023

## Distribution
- Xin Baiqing : Gu Wentong
- Huang Yao : Ouyang Wenhui
- Tian Zhuangzhuang : Gu Yunlai
- Gaowa Siqin : Nan Ji
- Wang Hongwei : Li Jun
- Li Qinqin : Gu Wenhui
- Wang Yiwen : Xiao Xiao

## Distinctions

### Récompense
- Festival des 3 Continents 2023 : Montgolfière d'or[1],[2]

### Sélection
- Berlinale 2023 : sélection officielle